# Sam Lindstedt
Samuel (Sam) Lindstedt, född den 13 maj 1880 i Dorpat, död den 14 september 1949 i Stockholm, var en svensk sjömilitär och ämbetsman. Han var son till Anders Lindstedt.
Lindstedt blev underlöjtnant vid flottan 1901 och löjtnant där 1903. Han genomgick elektrotekniska fackskolan vid Kungliga tekniska högskolan 1903–1906 och Sjökrigshögskolan 1906–1908. Lindstedt blev kapten 1910 samt var lärare i navigation vid Sjökrigsskolan 1912–1918 och vid Sjökrigshögskolan 1918. Han befordrades till kommendörkapten av andra graden i reserven 1920. Lindstedt blev verkställande direktör  i Civilstatens änke- och pupillkassa 1918 och direktör i Statens pensionsanstalt 1937. Han genomförde ett flertal statliga utredningar. Lindstedt invaldes som ledamot av Örlogsmannasällskapet 1914. Han blev riddare av Nordstjärneorden 1921 och av Svärdsorden 1923, kommendör av andra klassen av Vasaorden 1926 och av Nordstjärneorden 1937 samt kommendör av första klassen av sistnämnda orden 1944. Lindstedt är begravd på Norra begravningsplatsen utanför Stockholm.